# Lodewijk de Raet

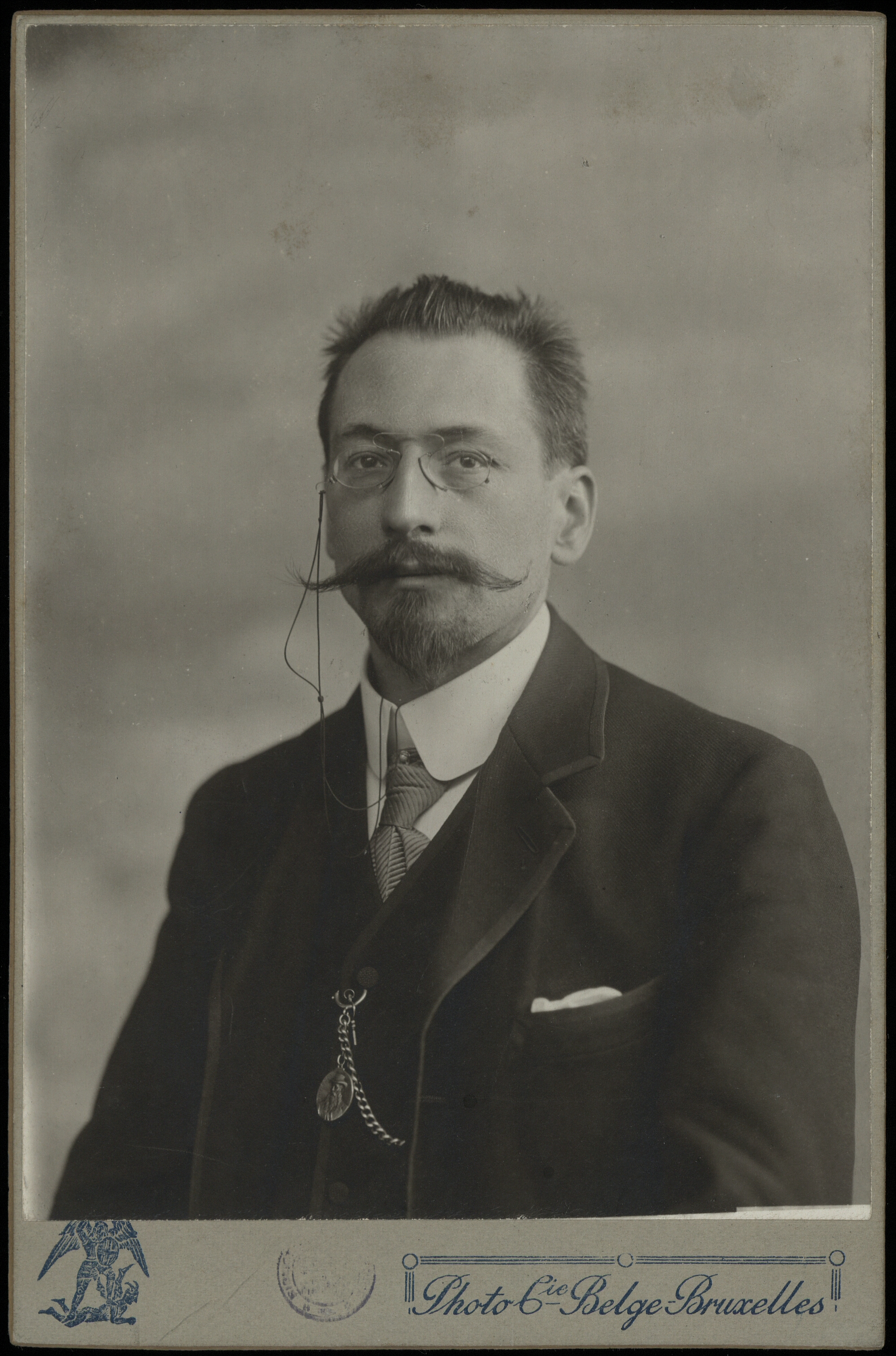
Lodewijk De Reat

Lodewijk de Raet (Brussel, 17 februari 1870 – Vorst, 24 november 1914) was een Vlaams econoom, ambtenaar en politicus. Hij speelde een prominente rol in de Vlaamse Beweging en zette zich in voor de vernederlandsing van de Rijksuniversiteit van Gent. Hij was de grondlegger van de economische richting in de Vlaamse Beweging en was van mening dat de Vlaamse economie noodzakelijk was voor de politieke en culturele versterking van de regio. Onder zijn impuls stichtten vroege socialisten en radicale liberalen in 1892 de eerste University Extension of Hogeschooluitbreiding op het vasteland: 'hooger onderwijs voor het volk', een vroege vorm van sociaal cultureel werk.

## Opleiding
De Raet ging naar de middelbare school aan het Koninklijk Atheneum van Brussel, waar hij mede de leerlingenkring Help U Zelf oprichtte en bevriend werd met August Vermeylen. Vervolgens begon hij de ingenieursstudies aan de universiteit van Brussel. Na een onderbreking door familiale omstandigheden kon hij zijn studie hervatten in het Italiaanse Bologna; hij voelde zich echter meer aangetrokken tot de sociale wetenschappen en haalde in 1899, alsnog in Brussel, zijn licentiaatsdiploma in de economie.

## Loopbaan
In 1896 ging hij aan de slag als vertaler bij een ingenieursbureau en na enkele maanden werd hij benoemd als ambtenaar op de afdeling Statistiek van het Ministerie van Arbeid. Ondertussen studeerde hij aan de Brusselse universiteit en behaalde in 1899 het licentiaatsdiploma in de economische wetenschappen. Toen Ernest Solvay in 1902 het Institut de Sociologie oprichtte aan de Brusselse universiteit werd De Raet een van de medewerkers. Hij verdiepte er zich in de landbouwvraagstukken. De Raet bleef eveneens werken als ambtenaar op het Ministerie van Arbeid en werd in 1905 bevorderd tot bureauchef. In 1907 maakte hij deel uit van de Nederlands-Belgische commissie voor toenadering onder het voorzitterschap van Theo Heemskerk en Auguste Beernaert en was er eveneens bevoegd voor de landbouwvraagstukken. In 1911 werd hij benoemd tot afdelingshoofd op het ministerie en in 1913 behaalde hij een doctoraat in de economische wetenschappen aan de universiteit van Brussel. Een jaar later stierf hij, erg onverwacht.

## Vlaams voorman
Tijdens zijn jeugd was de Raet oprichter, voorzitter of secretaris van Vlaamsgezinde verenigingen in Brussel. Samen met August Vermeylen begon hij het geïllustreerde magazine Jong Vlaanderen uit te geven. Later was hij redactielid van het literaire tijdschrift Vlaanderen. In 1892 ging hij in de politiek en was hij betrokken bij de oprichting van de Vlaamsche Volkspartij die met weinig succes deelnam aan de verkiezingen van 1892 en 1894.

### Schrijvend bestaan
Pieter Tack en Lodewijk de Raet schreven in 1892 een studie over de University Extension in Engeland en vanaf 1892 werden zij de gangmaker van de Vlaamse leergangen in Gent en andere steden. in 1894 richtte hij met enkele vrienden van de studentenvereniging Geen Taal, geen Vrijheid ook in Brussel een Vlaamse University Extension op, maar wegens gebrek aan belangstelling diende dit na enkele jaren weer te worden opgedoekt.
Eveneens in 1892 schreef hij de verhandeling Hoger onderwijs voor het volk waarin hij aangeeft dat het Vlaamse volk dient te beschikken over Nederlandstalige hogescholen en technische scholen om te wedijveren met andere volkeren. Nadien bleef De Raet verhandelingen schrijven waarin hij zijn opvatting verdedigt dat de hogere scholing in de eigen taal leidt tot welvaart, cultuur en gezag. Deze verhandelingen werden na zijn dood verzameld onder de titel Over Vlaamsche Volkskracht.

### Vernederlandsing UGent
Toen Julius Mac Leod, hoogleraar aan de Rijksuniversiteit van Gent, als verslaggever van de Eerste Vlaamse Hogeschoolcommissie (1896-1897) in 1903 een oproep deed om een geleidelijke vernederlandsing van de Gentse universiteit door te voeren, wees De Raet deze oproep van de hand omdat er geen rekening gehouden werd met het technisch onderwijs.  Hij vond dat het Vlaams trapsgewijs in Gent vanaf het eerste jaar verplicht moest worden en was het grondig met Mac Leods idee oneens dat de technische opleidingen van vervlaamsing moesten worden uitgesloten: hij betoogde dat zij noodzakelijk waren voor de economische expansie van Vlaanderen, een argument dat paste bij de ontdekking in 1901 van het Kempische steenkolenbekken. Vanaf 1905 kreeg de visie van de Raet meer de overhand, mede door de publicatie van zijn boek: Over Vlaamsche Volkskracht I: De vervlaamsching der Hoogeschool te Gent.
Meteen nadat Mercier in 1906 tot kardinaal was aangesteld publiceerden de Belgische bisschoppen de door deze persoonljk geredigeerde Instructions aux Directeurs et  aux professeurs des collèges libres d'humanités, waarin als taal voor het hoger onderwijs duidelijk het Frans werd gepropageerd, tot grote ontgoocheling van de cultuurflaminganten.
Op initiatief en onder voorzitterschap van Max Rooses kwam er tussen 1907 en 1914 een Tweede Vlaamse Hogeschoolcommissie waarvan de Raet eerst verslaggever en daarna zelf voorzitter werd. Hij pleitte er voor een algemene en radicale vernederlandsing van de Gentse universiteit. Al in het verslag van 12 april 1908 werden de voorstellen van de Raet grotendeels aanvaard, terwijl tevens was rekening gehouden met de opvattingen van Mac Leod: er zou een trapsgewijze vernederlandsing moeten gebeuren, gaande van jaar tot jaar, maar tevens een Vlaamse mijnbouwschool moeten worden opgericht evenals een Vlaamse hogere landbouwschool. De Raet zette een grote propagandacampagne op en op 31 maart 1911 werd het door De Raet geschreven wetsvoorstel voor het gebruik van het Nederlands aan de Gentse universiteit door Frans Van Cauwelaert, Louis Franck en Camille Huysmans, die zich sinds het voorgaande jaar "de Drie kraaiende hanen" noemden, neergelegd in het Belgische parlement. Bij het overlijden van De Raet in 1914 was de vernederlandsing van het hoger onderwijs het eerste programmapunt geworden van de Vlaamse Beweging.

### Handel
Door zijn economische visie op de Vlaamse Beweging lag De Raet aan de basis van de oprichting, door Lieven Gevaert, van het Vlaams Handelsverbond in 1908. Dit verbond was de rechtstreekse voorloper van het Vlaams Economisch Verbond dat in 1926 eveneens door Gevaert werd opgericht.

## Stichting Lodewijk de Raet
In 1952 werd, door zijn neef Max Lamberty samen met Maurits van Haegendoren, de Stichting Lodewijk de Raet opgericht, die actief is op het gebied van de volwasseneneducatie. Wegens zijn verdienste als pionier van de volksuniversiteit in Vlaanderen werd de stichting naar hem vernoemd.

## Werken
- de Raet, Lodewijk, Een economisch programma voor de Vlaamsche Beweging. De Vlaamsche Boekhandel/Meindert Boogaerdt jr. (28 januari 2023) – via Bibliotheek Arhem.  (1906)
- Verslag over de vervlaamsing der hogeschool van Gent (1909)
- de Raet, Lodewijk, Vlaanderens Economische Ontwikkeling. Maatschappij voor Goede & Goedkoope Lectuur (28 januari 2023) – via Internet Archive.  (postuum, 1916)
- de Raet, Lodewijk, De Vlamingen onder de nieuwe Regeering. Dirix-Van Riet (27 januari 2023) – via Universiteitsbibliotheek Gent.  (1910)
- de Raet, Lodewijk, Vervlaamsching der Gentsche Hoogeschool. Willemsfonds/Hoste (27 januari 2023) – via Universiteitsbibliotheek Gent.  (1911)
- Over Vlaamsche Volkskracht: Vlaanderens Cultuurwaarden. Brussel: Meuwissen (1913)